# Javier Sampedro Molinuevo
Javier Sampedro Molinuevo es catedrático de Universidad.(UPM).
Doctor por la Universidad Politécnica de Madrid,
INEF) de la Universidad Politécnica de Madrid, adscrito al Área de Educación Física y Deportiva; y ex Decano de esa Facultad.
Mejor Entrenador del año por la ANEB Asociación Nacional de Entrenadores de Baloncesto.
Entrenador de la selección española de fútbol sala universitaria. Una vez Campeona del mundo y dos subcampeonatos.
Es autor de numerosos artículos (más de 40 JCR) y libros científicos sobre diferentes deportes, realizó su tesis doctoral sobre 'Análisis praxiológico de los deportes de equipo: una aplicación al fútbolsala' (1996), y ha dirigido doce tesis doctorales.